# São Raimundo EC (AM)
Der São Raimundo Esporte Clube ist ein brasilianischer Fußballverein aus Manaus im Bundesstaat Amazonas.

## Geschichte
Der Verein ist unter dem Namen Risópolis Clube Recreativo gegründet wurden und benannte sich im Sommer 1918 zuerst in Risófoli Clube Recreativo und im Dezember desselben Jahres in seinen heutigen Namen um. Erst 1956 erfolgte sein Aufstieg in die erste Spielklasse der Staatsmeisterschaft von Amazonas, die er mittlerweile sieben Mal gewinnen konnte.
In der nationalen Meisterschaft Brasiliens ist der Verein 1996 in die damals unterste Spielklasse der Série C eingestiegen, von der er 1999 den Aufstieg in die Série B geschafft hat. Von dort 2006 wieder abgestiegen, ist er schon 2007 auch aus der Série C ausgeschieden. Eine Rückkehr ist ihm seither nicht mehr gelungen. 
Drei Mal in Folge hat der Verein die Copa Norte gewonnen und sich damit 1999 erstmals für ein internationales Turnier qualifizieren können, die Copa CONMEBOL, wo er erst im Halbfinale gegen CS Alagoano ausgeschieden ist (siehe: Copa CONMEBOL 1999).

## Erfolge
Männer
- Copa Norte: 1999, 2000, 2001
- Staatsmeister von Amazonas: 1961, 1966, 1997, 1998, 1999, 2004, 2006
- Staatspokal von Amazonas: 2006

Frauen
- Staatsmeisterschaft von Amazonas: 2010